# Dadi Rejo
Dadi Rejo is een bestuurslaag in het regentschap Ogan Komering Ulu van de provincie Zuid-Sumatra, Indonesië. Dadi Rejo telt 1961 inwoners (volkstelling 2010).